# Caso Cofiec
El caso COFIEC, también conocido como caso Duzac, fue un proceso judicial penal en el Ecuador que trató uno de los escándalos financieros más emblemáticos dentro del gobierno de Rafael Correa. El proceso giró en torno a un crédito irregular otorgado por el banco COFIEC, una institución financiera controlada por el Estado a través del Fideicomiso AGD-CFN No Más Impunidad, a favor del empresario argentino Gastón Duzac en el año 2011.
Duzac recibió un crédito por 800 000 dólares estadounidenses sin cumplir con los requisitos mínimos de evaluación financiera y sin haber presentado garantías reales para respaldar el préstamo. El crédito fue desembolsado en tiempo récord, con la supuesta intermediación de funcionarios públicos y sin respetar los procedimientos bancarios habituales. El préstamo en cuestión se concretó mientras el Estado ecuatoriano gestionaba activos incautados tras la crisis bancaria de 1999, a través del fideicomiso AGD-CFN, el cual controlaba COFIEC y otros activos.
Dentro de los procesados se encontraba Pedro Delgado Campaña, primo del expresidente Correa y presidente del fideicomiso y luego del Banco Central del Ecuador; Antonio Buñay Dongilio, exgerente del banco COFIEC; Marcelo Ordóñez Astudillo, exgerente financiero del banco; Pedro Zapac Quevedo, exrepresentante legal de Seguros Rocafuerte; Gastón Heberto Duzac, beneficiario del préstamo, entre otros, siendo un total de nueve personas con auto de llamamiento a juicio.
La Sala Penal de la Corte Nacional de Justicia emitió una sentencia condenatoria en contra de seis procesados como autores del delito de peculado bancario, siendo éstos Delgado, Buñay, Ordóñez, Zapac, Duzac y Francisco Endara. Zoila Montalvo obtuvo una sentencia absolutoria ratificándose su estado de inocencia. Mientras que Jakeline Jiménez y Patricia Sandoval, fueron declaradas encubridoras; sin embargo, luego de la derogación del Código Penal siendo reemplazado por el Código Orgánico Integral Penal, la figura de «encubridor» (o «encubridora») desapareció, por lo que no se aplicó pena privativa de libertad en ella por principio de favorabilidad.
El caso Cofiec afectó seriamente la imagen del gobierno de Correa, tras el involucramiento de su primo, quien además enfrentó otro proceso por uso de documento falso para ejercer cargos públicos. También se afectó la credibilidad del sistema financiero público y la gestión de los bienes incautados tras la crisis bancaria.

## Antecedentes

### Fideicomiso AGD-CFN No Más Impunidad
La Asamblea Nacional Constituyente (2007-2008), encargada de la elaboración de la actual constitución ecuatoriana y que tenía plenos poderes, emitió en 2008 el Mandato Constituyente No. 13, con el cual disponía que la Agencia de Garantía de Depósitos (AGD) incaute más de 500 empresas y bienes de personas naturales o jurídicas que se considerasen responsables de la crisis bancaria de 1999 con el fin de intentar recuperar activos que el Estado había utilizado para cubrir depósitos de los ahorristas, luego de la quiebra de bancos como Filanbanco, Banco del Progreso, La Previsora, Banco Popular, entre otros.
De esa manera, en marzo de 2009, se constituyó el Fideicomiso AGD-CFN No Más Impunidad, mediante la cual la Corporación Financiera Nacional (CFN) administraría con carácter temporal los bienes incautados por la AGD, para su posterior liquidación y venta con el objetivo de recuperar activos, y supervisar ciertas empresas incautadas que seguían operando, entre ellos el Banco COFIEC S.A.
La Junta del Fideicomiso estaba integrada por un delegado de la Presidencia de la República, dos representantes de Comisión de Administración y Supervigilancia de las empresas incautadas, un delegado del Ministerio de Finanzas y el gerente de la AGD. Sin embargo, el 16 de abril de 2012, mediante Decreto Ejecutivo No. 1067 del presidente Rafael Correa, se creó la Unidad de Gestión y Ejecución de Derecho Público (UGEDEP) con el objetivo de centralizar y supervisar la gestión de los bienes incautados administrados por el fideicomiso. Pedro Delgado Campaña fue presidente de la Junta del Fideicomiso y representante legal de la UGEDEP.

### Otorgamiento de créditos a Gastón Duzac
El empresario argentino Gastón Duzac solicitó al Banco Cofiec un crédito de 800 000 dólares estadounidenses para la supuesta compra de acciones de Scanbuy Pagos, una empresa especializada en pagos móviles filial del holding Scanbuy Argentina, con el objetivo de generar un polo de desarrollo tecnológico en Ecuador. Scanbuy Argentina estaba participando de una licitación internacional para el Desarrollo del Software de Reingeniería del Sistema Nacional de Pagos (SNP) y desarrollo de Productos y Servicios Financieros de la nueva arquitectura del Banco Central del Ecuador.
El trámite del crédito duró del 2 al 7 de diciembre de 2011, tras lo cual, se otorgó los activos solicitados a través de transferencia bancaria, utilizando para ello como intermediario al Austrobank Panamá (perteneciente al mismo grupo económico que el Banco del Austro Ecuador, de propiedad del Grupo Eljuri), a partir de la cual se hicieron otras dos transferencias al JP Morgan Chase con sede en la Ciudad de Nueva York, Estados Unidos y a la Banca del Sempione con sede en Lugano, Suiza; ambas a cuentas cuyo titular era Juan Antonio Hussey, presidente de Scanbuy Argentina.

## Notitia criminis
El 30 de octubre de 2012, el asambleísta Andrés Páez Benalcázar, opositor al gobierno de Rafael Correa, acudió a las instalaciones de la Fiscalía General del Estado a presentar una denuncia formal por las supuestas irregularidades en el otorgamiento «en tiempo record» de créditos de 800000 dólares estadounidenses al empresario argentino Gastón Heberto Duzac, quien -según la denuncia- mantuvo relaciones cercanas a Pedro Delgado Campaña, primo del presidente Correa, representante legal de la UGEDEP, presidente del Fideicomiso AGD-CFN No Más Impunidad, y presidente del directorio del Banco Central.

## Proceso judicial

### Instrucción
La audiencia de formulación de cargos fue instalada el 24 de marzo de 2014, en la Corte Nacional de Justicia, ante el juez nacional Paúl Iñiguez. El fiscal general del Estado, Galo Chiriboga Zambrano, lideró la representación de la Fiscalía. El fiscal Chiriboga solicitó el inicio del proceso judicial y la formulación de cargos en contra de 17 involucrados en torno a la entrega del crédito a Duzac.
| Procesados                        | Cargo anterior                                                               | Form. | Medidas cautelares | Medidas cautelares | Medidas cautelares | Medidas cautelares | Medidas cautelares | Apelación |
| --------------------------------- | ---------------------------------------------------------------------------- | ----- | ------------------ | ------------------ | ------------------ | ------------------ | ------------------ | --------- |
| Procesados                        | Cargo anterior                                                               | Form. | Pris.Prev.         | Aus.País           | Prs.Period.        | Arrest.dom.        | Disp.Vig.          | Apelación |
| Pedro Miguel Delgado Campaña      | Presidente del Fideicomiso AGD-CFN No Más Impunidad                          |       | ✔                  |                    |                    |                    |                    |           |
| Jaime Francisco Endara Clavijo    | Representante de Secretaría Técnica del Fideicomiso AGD-CFN No Más Impunidad |       | ✔                  |                    |                    |                    |                    |           |
| Antonio Edmundo Buñay Dongilio    | Presidente ejecutivo del Banco COFIEC S.A.                                   |       | ✔                  |                    |                    |                    |                    |           |
| Germánico Maya Rivadeneira        |                                                                              |       |                    |                    |                    |                    |                    |           |
| Diana María Macancela Vaca        |                                                                              |       |                    |                    |                    |                    |                    |           |
| Iván Patricio Guerrero Rodríguez  |                                                                              |       |                    |                    |                    |                    |                    |           |
| Marcelo Roberto Ordónez Astudillo | Gerente financiero del Banco COFIEC S.A.                                     |       |                    |                    |                    |                    |                    |           |
| Roberto Sandoval Cevallos         |                                                                              |       |                    |                    |                    |                    |                    |           |
| Omar Gabriel Unda Izurieta        |                                                                              |       |                    |                    |                    |                    |                    |           |
| Emma Patricia Sandoval Zambrano   | Gerente de Crédito de COFIEC S.A.                                            |       |                    |                    |                    |                    |                    |           |
| Rita Jakeline Jiménez Cevallos    | Gerente de Riesgos de COFIEC S.A.                                            |       |                    |                    |                    |                    |                    |           |
| Zoila María Montalvo Palacios     |                                                                              |       |                    |                    |                    |                    |                    |           |
| Gino Antonio Caicedo Urresta      | Oficial de Crédito de COFIEC S.A.                                            |       |                    |                    |                    |                    |                    |           |
| Pedro Santiago Zapac Quevedo      | Representante legal de Seguros Rocafuerte                                    |       | ✔                  |                    |                    |                    |                    |           |
| Esteban Ramiro Garzón Cisneros    |                                                                              |       |                    |                    |                    |                    |                    |           |
| Gustavo Ulpiano Becerra Navarrete |                                                                              |       |                    |                    |                    |                    |                    |           |
| Gastón Heberto Duzac              | Empresario beneficiario del crédito                                          |       | ✔                  |                    |                    |                    |                    |           |